# Atanas Pashev
Atanas Pashev (bulgare : Атанас Пашев) (né le 21 novembre 1963 à Pazardjik) est un footballeur professionnel bulgare.

## Biographie
Il joue d'abord au Trakia Plovdiv en Bulgarie pendant 136 matchs en championnat bulgare. Il a également joué en Israël et en Malaisie au Kuala Lumpur FA en M-League en 1993. 
Pashev joue aussi pour l'équipe de Bulgarie de football (19 m/3 b) et participe à la coupe du monde de football 1986.